# Bátor, a gyáva kutya
A Bátor, a félénk kutya (néhány alkalommal Bátor, a gyáva kutya; eredeti cím: Courage the Cowardly Dog) amerikai televíziós rajzfilmsorozat, amelyet John R. Dilworth rendezett. A sorozatot Amerikában és Magyarországon egyaránt a rajzfilmekre szakosodott Cartoon Network televíziós csatorna sugározta. Először 1999 és 2002 között vetítették. 104 darab 11 perces rész készült belőle, amelyek párosával kerültek adásba.

## Bevezető
A sorozat Bátor, a kutya mindennapjairól szól, akit kölyök korában az idős és nagylelkű, skót származású Muriel vett magához. A hölgy földműves férje, Eustace egy igazi mogorva alak, mindenkit gyűlöl és igyekszik elijeszteni a kutyát a háztól.
Murielék háza a kansasi Kiesföldön (the middle of Nowhere – szó szerint „a semmi közepén”) található. A ház táján a legkülönfélébb gonosz teremtmények bukkannak fel, de Bátor hűségesen megvédi gazdáját és esze lévén legyőzi a furcsa ellenségeket.

## Szereplők

### Főszereplők
- Bátor: Rózsaszínű (egyszer fehérré rémült a 4. évadban), félénk kutya, aki folyton bajba keveredik. Gazdája Muriel, aki miatt többször is kockáztatja az életét, hogy aztán az ölében pihenhessen. Amikor megijesztik, magas hangon sikít vagy némán lemerevedik. Bátor a szüleivel élt, ám egyik nap, amikor labdáztak, Bátor feje beszorult a kerítésbe. A szülei elvitték az állatorvoshoz, de a gonosz állatorvos kilőtte Bátor szüleit a Holdra. Bátornak sikerült megszöknie, ezután épp arra jött Muriel és magával vitte a kiskutyát. Bátor eredeti hangja Marty Grabstein.
- Muriel Bagge: Az idős skót hölgy. Hobbija a főzés, szereti a természetet, az idegenekkel is közvetlen. Férje zsarnokoskodik felette, de ő ezt általában eltűri. Csak ritkán válik haragossá, de ha Eustace bántja Bátort, Muriel fejbe kólintja férjét egy sodrófával. Gesztenyebarna haja van, amikor Bátorra talál. A sorozatban mindig őszként mutatják, még akkor is, amikor gyerek lesz.
- Eustace Bagge Mogorva, kopasz földműves, aki a gazdálkodás terén nem jár sok sikerrel, de szeretne rengeteg pénzre szert tenni. Általában a foteljében ül és tévézik, vagy újságot olvas. Bátor hiába mentette meg többször az életét, sose hívja a nevén, csak buta kutyának szólítja. Eustace anyjával nőtt föl egy lakókocsiban és apja kiköpött hasonmása. Miután apja meghalt, anyja azt hajtogatta, hogy Eustace sosem ér az apja nyomdokaiba. Mindent elkövet, hogy megrémítse Bátort. Van egy bohócmaszkja, amivel állandóan ijesztgeti Bátort, de Muriel mindig ott terem és megvédi kutyáját. Eustace eredeti hangja Lionel G. Wilson volt, majd Arthur Anderson vette át a szerepét.

### Mellékszereplők
- Katz: A sorozat negatív szereplője, egy olyan macska, aki kezdetben mindig mézesmázos, ám a végén már Bátorék élete forog kockán miatta. Ő a sorozat főgonosza, amely szerepen Szélhápítóval és az Űrcsirkével osztozik. Katz összesen 5-6 epizódban szerepel.

Katz vörös, magas és sovány, hegyes fülű, a háta lila csíkos. Ördögi megjelenésű, amit egy állandó, kísérteties háttérzene is megerősít. Hideg, fenyegető hangon beszél, és bizarr szokásai vannak. Sok eltérő szerepben előkerül, mint moteltulajdonos, klubvezető, cukorkabolt-vezető, tengeralattjáró-kapitány. Többször használt kifejezései: „Ezt kár volt megtenned!”, „Szomorú, nem igaz?” és „Mit szólnál egy kis sporthoz a halál előtt?”.
Általában sötét terveket, csapdákat dolgoz ki, többek között Bátor és a gazdái likvidálására. Ilyenek például házipókjainak a motel vendégeivel való megetetése, emberek gépekké alakítása és harcra kényszerítése, a másik cég tengeralattjárójának teával történő felrobbantása. Ezeket többnyire a saját szórakoztatására, szadista módon próbálja megvalósítani, bár az utolsó esetben anyagi célok is vezérlik. Egyszer elrabolja Murielt, hogy az ő receptjével megnyerjen egy cukorkakészítő-versenyt, mert Bátor gazdája előzőleg mindig legyőzte őt. Katz terveit Bátor és társai mindig megakadályozzák, és mindegyik epizódban eléri őt a veszte. Senki sem ismeri fel, amikor felbukkan egy újabb epizódban.
A kutyákat különösen utálja, többször táblával jelzi, hogy tilos kutyát behozni hozzá. Ha sikerül elkapnia Bátort, mindig sportol vele egy kicsit a kivégzése előtt. Ezekben a játékokban (fallabda, farkasszemezés, kidobós) mindig Katz győz, Bátor viszont segítséget kap valahonnan. Eustace-nak semmi baja nem történik Katz epizódjaiban, sőt kifejezetten hasznosnak bizonyul bennük.
Katz származásáról, családjáról semmit sem tudunk, de hozzá hasonló macskák szerepelnek a Ramszesz király átka és A maszk című epizódokban, és az ő sziluettje is látható az egyik epizódban. Katz utoljára a Bosszúlabda című részben jelenik meg, számos más negatív szereplővel együtt, illetve akkor jár először Bátorék házában. A második leggyakrabban látott gonosztevő Szélhápító után, és három epizód legfőbb gonosztevője.
- A vörös róka: A vörös róka kis termetű, mozgékony, ravasz, és napszemüveget. Külsőre hasonlít Katzhoz, a macskához. Ravasz tervei kidolgozásakor eleinte nehéz észrevenni, miben mesterkedik, később azonban egyértelműen világossá válik, hogy gonosz célok vezérlik Muriel és Bátor likvidálására. Kiváló szakács, ezért ravaszsága mellett főzési szaktudását használja fel tervei végrehajtására. Mindössze két epizódban szerepel. Az Anyóka-becsinált című epizódban sikerül elrabolnia Murielt, miután egy padon elaludt. Bátor azonban gazdája nyomába ered, hogy megmentse őt. Számos akadályt állít a róka útjába, azonban nem képes túl járni az eszén. Végül a barlangjában menti meg Murielt. Ebben az epizódban Eustace nem szerepel. A Bosszúlabda című epizódban már Eustace kezdeményezésére vesz részt a többi gonosszal együtt, hogy megszabaduljanak Bátortól. Azonban főzési tudása, és gonosz társai jelenléte ellenére terve másodszorra is kudarcba fullad. Családjáról és származásáról információk nem derülnek ki, otthona egy barlang, ahol mindig sikerül egy új specialitást készítenie.
- Szélhápító: Bátorék ellensége. Egy szélhámos, képmutató, gonosz kacsa, aki állandóan becsapja Murieléket. És mindig próbálja elrabolni, elsajátítani Murielt. Sikerülne is terve, de Bátor mindig hűségesen megmenti gazdáját. Alacsony, kék haja van és néha francia álbajuszt visel. Van hogy tévészerelőnek adja ki magát, máskor hőlégballon-vezető, vagy amnézia orvosnak, illetve focimeccs bíró. Hiába fontol ki aljas, alattomos terveket, Bátor végül mindig meghiúsítja azokat. Egy igazi bűnöző, akit az epizódok végén mindig elvisznek a rendőrök. Kedvenc szavajárása: Ollalla, és idegesítően kacag. A kutyákat nem szereti.
- Padlizsánok: Ellenségek, akik a kiszáradástól lettek gonoszak, feltörtek a föld alól és támadásnak indultak Murielékkel szemben. Egy titkos földalatti üregben lakoznak, és az egyik padlizsánba van beépítve egy periszkóp, amivel rálátnak a föld alól Murielékre.
- A Fekete tócsa királynője: Bátorék ellensége. Egy kísérteties megjelenésű, hosszú kék hajú, félelmetes hangú lény. Aki amióta meglátta Eustace-ot, ahol csak tudott, teából, kádból, vízcseppből, állandóan csábította magához, de ez csak úgy működött ha egy rózsaszín folyadékot priccolt az arcára. A tócsák királynője. Egy vízalatti várba vitte magával Eustace-ot, a nyakába tett egy nyakláncot, amitől szörnnyé változott és majdnem felfalta elevenen. Muriel azt hitte eközben hogy végleg elveszíti szeretett férjét.
- A homoki bálna: A sorozat egyik mellékszereplője, aki a A homoki bálna lecsap című epizódban Bátorék tanyájához megy, hogy visszaszerezze a harmonikáját, melyet Eustace apja (Ichit gazda) nyert el egyszer egy hamis kártyajátékon. Mivel Eustace kiköpött hasonmása az apjának, ezért a bálna rajta akarja a harmonikát behajtani.
- A vérvakond: Egy rémisztő, veszett, kis termetű vakond, ami nagyon gyorsan ás a föld alatt. Megharapta Muriel kezét, aki éppen egy répát akart odaadni egy nyúlnak, csakhogy a nyulat a vakond zsákmányul ejtette. Muriel többször is szörnyeteggé alakult át, és nagyon veszélyes is lett másokra nézve. Bátor szólt Eustace-nak, aki fogott a kezébe egy fakalapácsot, hogy kupán vágja Murielt. Bátort kivéve mindenkit megfertőzött a farkasvakond.
- Dr. Windaloo-Az orvosa, akihez sokszor fordulnak segítségért, ami elenyésző esteben hatásos. Telefonálás közben mindig szőrteleníti magát.
- Shirley, a boszorkány
- Eustace anyja
- A beteg láb
- Fura Fred
- Fusilli egy krokodil báb mester. Az első évad utolsó részében tűnik fel. Murielt és Eustace-ot bábá alakítja át. Egy teória alapján ez az utolsó rész a sorozatban, mivel megölik a farmer házaspárt és Bátor bábozik vele.
- Űrcsirke
- Hórémember
- Libaisten
- Szennyező Szenyó
- Benton Tarantella
- Dr Zalost
- Dr. Gerbil
- Ármányos ormányos bogár

## Magyar változat
Szinkronrendező: Kosztola Tibor Ès Mauchner József

### Magyar hangok
Főszereplők
- Karácsonyi Zoltán – Bátor
- Illyés Mari – Muriel
- Vizy György – Eustace

További szereplők
- Agócs Judit – Mocsári szörny menyasszonya
- Albert Péter – Tábornok
- Bodrogi Attila – Isteni csont szenátora
- Bolla Róbert – Mondo
- Cs. Németh Lajos – Öregember
- Csurka László – Nagy Fusilli
- Dobránszky Zoltán – Papírművész idős ember
- Faragó András – Betörő
- Farkas Antal – Zsambon, a pincérdisznó (2. hang)
- Fekete Zoltán – Dr. Gerbil
- Fesztbaum Béla – Számítógép
- Forgács Gábor – Álommanó
- Gruber Hugó – Cápa, megszállott Muriel
- Gyimesi Pálma – Foltnővérek
- Hacser Józsa – Eustace anyja
- Háda János – A beteg láb
- Hajdu István – Katz
- Harkányi Endre – Angus bácsi
- Hollósi Frigyes – Dr. Vindaloo; Benton Tarantella (2. hang)
- Kálid Artúr – Mocsári szörny
- Kárpáti Levente – Fura Fred; Szélhápító; Mocsári kígyó
- Kenderesi Tibor – Homoki bálna
- Keresztes Sándor – Benton Tarantella (1. hang)
- Kisfalussy Bálint – Egyik rendőr; Zsambon, a pincérdisznó (1. hang)
- Kránitz Lajos – Undormány gyomor
- Makay Sándor – Állatorvos
- Maros Gábor – Libaisten; Vörös róka
- Martin Márta – Shirley
- Melis Gábor – Hegyi kecske; Hajóskapitány
- Mészáros András – Punk srác; Di Lung
- Molnár Piroska – Zsambon felesége
- Pálfai Péter – TV-bemondó
- Pogány Judit – Bátor anyja
- Rajhona Ádám – Árnyék és gazdája
- Schneider Zoltán – Kecskebékakirály
- Szabó Éva – Tökéletesség-tanár
- Tahi Tóth László – Sárkány
- Ujlaki Dénes – Szennyező Szenyó
- Varga Tamás – Wicky Wicky törzsfőnök
- Verebes István – Hórémember
- Vida Péter – Dr. Zalost; A kiesi púpos
- Zágoni Zsolt – Úszómester
- Zsolnai Júlia – Muriel szakasztott mása

## Díjak és jelölések
| Díj                    | Kategória                                        | Jelölt                                                       | Eredmény |
| ---------------------- | ------------------------------------------------ | ------------------------------------------------------------ | -------- |
| Annie-díj (2000)       | Látványtervezés                                  | John R. Dilworth Az "Egy éjszaka a Katz Motelban" c. részért | Elnyerte |
| Golden Reel-díj (2000) | Legjobb hangvágás – televíziós rajzfilmsorozatok | „A Kacsafivérek” c. rész                                     | Jelölve  |
| Golden Reel-díj (2001) | Legjobb hangvágás – televíziós rajzfilmsorozatok | A „Bátor a nagy büdös városban” c. rész                      | Elnyerte |
| Golden Reel-díj (2003) | Legjobb hangvágás – televíziós rajzfilmsorozatok | A „Zalost Doktor Tornya” c. rész                             | Jelölve  |